# D'One
D'One, född 29 april 2010, är en svensk varmblodig travare, mest känd för att ha segrat i Svenskt Trav-Oaks (2013) och Breeders Crown Open Mare Trot (2015). Hon blev mycket omtalad redan innan hon föddes, då hennes föräldrar var världsrekordhållarna Donato Hanover och Giant Diablo.

## Bakgrund
D'One är ett brunt sto efter Donato Hanover och under Giant Diablo (efter Supergill). Hon föddes upp av Eq Finans Täby AB och ägdes under tävlingskarriären av Stall D One KB, Värmdö. Hon tränades av Roger Walmann och kördes av Örjan Kihlström. Hon exporterades till USA 2021.

## Karriär
D'One tävlade mellan 2013 och 2016, och sprang in 8,8 miljoner kronor på 38 starter, varav 20 segrar, 4 andraplatser och 4 tredjeplatser. Hon tog karriärens största segrar i Svenskt Trav-Oaks (2013) och Breeders Crown Open Mare Trot (2015). Hon har även segrat i Fresh Yankee Mare Trot (2015) och Muscle Hill Open Mare Trot (2015).

## Som avelssto
Efter tre misslyckade försök fick D'One sin första avkomma i mars 2020, då hon födde en hingst efter Walner i USA.